# Verfassungsreferendum in Ägypten 2014
Ein Verfassungsreferendum wurde vom 14. bis 15. Januar 2014 in Ägypten abgehalten, Auslandsägypter stimmten bereits vom 8. bis 12. Januar ab. Abgestimmt wurde über eine neue Verfassung der Republik Ägypten. Der neue Verfassungsentwurf, der zu einer gänzlich neuen Verfassung umgearbeitet wurde, beinhaltete mehr Rechte für die Bürger und stärkt die Menschenrechte. Gleichzeitig soll aber die Rolle des Militärs gestärkt werden. So sieht der Verfassungsentwurf vor, dass der ägyptische Verteidigungsminister aus den Reihen des Militärs kommen muss und Militärgerichte auch Zivilisten aburteilen dürfen. Zudem umfasst der Entwurf ein Verbot von Parteien, die auf Religion und Sekten basieren.
Die neue Verfassung wurde mit 98,1 Prozent der Stimmen angenommen. Die Stimmbeteiligung lag bei 38,6 Prozent und somit höher als bei dem Verfassungsreferendum von 2012. Die Muslimbruderschaft und mehrere oppositionelle Gruppierungen hatten zuvor zum Boykott des Referendums aufgerufen. Wahlbeobachter kritisierten ein Klima der Einschüchterung während der Abstimmung. So seien „andersdenkende Stimmen“ festgenommen worden.
Nach dem erfolgreichen Referendum kündigte die ägyptische Übergangsregierung Präsidentschaftswahlen für das Frühjahr 2014 an.

## Hintergrund
Der vom Interimspräsidenten Adli Mansur gestellte Zeitplan sollte zunächst lediglich die bisherige Verfassung ändern und an internationale Menschenrechtsstandards anpassen. Dieser Prozess begann mit einem Komitee aus 10 Rechtsexperten. Der geänderte Entwurf wies im Vergleich mit der Verfassung von 2012 viele Verbesserungen auf. Das Komitee vollendete sein Werk am 20. August 2013.
Die zweite Phase des Prozesses umfasste Änderungen durch ein Komitee aus 50 Experten, welche am 1. September bekanntgegeben wurden. Amr Mussa wurde am 8. September zum Vorsitzenden des Komitees der 50 ernannt. Eine gänzlich neue Entwurfsverfassung wurde Präsident Adli Mansur am 3. Dezember 2013 vorgelegt.

## Unterstützer
Die neue Verfassung schloss breite Bevölkerungsschichten mit ein, darunter Liberale, Nationalisten, Linke und Gewerkschaften, ebenso wie die Salafisten. So begann die Tamarod, das größte außerparlamentarische Oppositionsbündnis, am 5. Dezember 2013 mit einer Unterstützungskampagne für die Verfassung. Auch die größte ägyptische Gewerkschaft, die 1957 gegründete Ägyptische Gewerkschaftsföderation, rief ihre Mitglieder auf, für die Verfassung abzustimmen.
Die Nationale Heilsfront, das wichtigste und größte Parteienbündnis, erklärte, dass sie zu einem Ja für die neue Verfassung aufrufen wird: So werde die Ägyptische Sozialdemokratische Partei für die Verfassung stimmen. Die zur Heilsfront zugehörige Partei der Würde unterstützte die neue Verfassung als Einzelpartei, ebenso wie die Partei der Freien Ägypter. Die Sozialistische Volksallianz und die Sozialistische Partei Ägyptens unterstützten die Verfassung gleichfalls als Einzelparteien der Heilsfront.
Auch die Volksströmung unter Hamdin Sabahi, das zweitgrößte Oppositionsbündnis, erklärte, dass sie die Verfassung unterstütze.
Die salafistische Partei des Lichts erklärte ebenfalls, dass sie die neue Verfassung unterstützen werde.

## Kritik und Boykotte
Der frühere Präsidentschaftskandidat Khaled Ali lehnte die Verfassung ab, weil sie „unpassend“ für Ägypten sei. Die Revolutionären Sozialisten werden gegen sie abstimmen. Die Straße der Revolutionsfront kündigte am 8. Januar an, dass sie ebenfalls dagegen abstimmen werde.
Die Partei Starkes Ägypten und die Jugendbewegung des 6. April kündigten an, die Wahl zu boykottieren.

## Wahlbeobachter
Insgesamt 30.000 Wahllokale wurden an den Abstimmungstagen von etwa 14.000 Richtern überwacht und durch 160.000 Angehörige der Sicherheitskräfte geschützt. Zusammen mit der Tamarod und der EU wurden insgesamt 27.000 Wahlbeobachtende für die Abstimmung eingesetzt.

## Ergebnis

Wahlbeteiligung nach Gouvernement:

Prozent „Ja“-Stimmen nach Gouvernement:

Von den 681.000 Wahlberechtigten im Ausland gaben 103.000 ihre Stimme ab. Allein in Saudi-Arabien stimmten gemäß Angaben der ägyptischen Botschaft 98 % der dort wahlberechtigten Ägypter mit „Ja“.
Am 18. Januar wurde das Endergebnis von der Wahlkommission bekanntgegeben. Danach hatten 98,1 % der Teilnehmer für die Verfassung gestimmt. Die Wahlbeteiligung lag dabei mit 38,6 % nur leicht über dem Wert der Abstimmung zur letzten Verfassung im Jahr 2012.
| Option                              | Stimmen    | Anteil   |
| ----------------------------------- | ---------- | -------- |
| Dafür                               | 19.985.389 | 98,10 %  |
| Dagegen                             | 381.341    | 1,90 %   |
| Ungültige Stimmen                   | 246.947    | —        |
| Gesamt                              | 20.613.677 | 100,00 % |
| registrierte Wähler/Wahlbeteiligung | 53.423.485 | 38,6 %   |
| Quelle: al-Ahram                    |            |          |